# Филонов, Михаил Дмитриевич
Михаил Дмитриевич Филонов — советский хозяйственный, государственный и политический деятель.

## Биография
Родился в 1918 году в Марганце. Член КПСС.
С 1938 года — на хозяйственной, общественной и политической работе. В 1938—1985 гг. — инженер-судостроитель, военнослужащий отдела боевой подготовки судов Каспийской военной флотилии в годы Великой Отечественной войны, инженер-судостроитель, начальник цеха, заместитель директора завода, директор Канонерского судоремонтного завода, председатель Кировского райисполкома, председатель Ленинградского городского планового комитета, первый заместитель председателя исполкома Ленинградского городского Совета народных депутатов.
Избирался депутатом Верховного Совета РСФСР 9-го и 10-го созыва. Делегат XXIV съезда КПСС.
Умер после 1990 года.